# شهرستان بن هوم (داکوتای جنوبی)
شهرستان بن هوم، داکوتای جنوبی (به انگلیسی: Bon Homme County, South Dakota) یک سکونتگاه مسکونی در ایالات متحده آمریکا است که در داکوتای جنوبی واقع شده‌است.

## خصوصیات
شهرستان بن هوم ۱٬۵۰۶ کیلومترمربع مساحت دارد.